# Pointless Rebels
Pointless Rebels je slovenska country skupina iz Ljubljane.

## Zgodovina
Skupina je nastala leta 2016, ko so trije prijatelji Jimmy Blackmore, Sergej Horvat in Gašper Balanč napisali prvo pesem v bluegrass slogu (»One and Only«) in jo pozneje tudi posneli. Kmalu zatem so se pojavile prve ponudbe ter povpraševanja po koncertih in nastal je projekt z idejo, da se zapolni vrzel v slovenski country sceni. Pointless Rebels v svoji glasbi združujejo stile, kot so country, bluegrass, folk, southern rock, rock'n'roll in blues. Njihov repertoar zajema širok spekter country glasbe, dobršen del pa zajema tudi avtorska glasba. Navdih črpajo iz skupin in glasbenikov kot so Lynyrd Skynyrd, The Marshall Tucker Band, Johnny Cash, Willie Nelson, Kris Kristofferson, Waylon Jennings (zadnji štirje so med letoma 1985 in 1995 sestavljali superskupino The Highwaymen), Merle Haggard, Kenny Rogers, John Denver, Hank Williams, Chris Stapleton, Alan Jackson, Creedence Clearwater Revival, Eagles, Randy Travis, Jerry Lee Lewis, Billy Ray Cyrus, Stevie Ray Vaughan, Buck Owens, George Jones, Emmylou Harris in drugih.

## Sedanja zasedba
- Jimmy Blackmore – vokal, kitara, električna kitara, mandolina, banjo, orglice, tamburin
- Gašper Kirn ("Kira") – bas kitara, violina, vokal
- Sergej Horvat ("Sergio") – električna kitara, kitara, tamburin, vokal
- Miha Brvar – banjo, kitara, 12-strunska kitara, električna kitara, trobenta, darbuka
- Domen Čerin – kitara, bas kitara, vokal
- Jure Skaza – bobni, cajón, bas kitara, kitara, trobenta, vokal
- Alen Leskovar – bobni, cajón, vokal

### Gostujoči člani
- Bojan Šen – pedal steel kitara, banjo, mandolina, električna kitara, kitara, orglice, tamburin, vokal
- Gašper Balanč ("Stanley") – banjo, kitara, vokal
- Gregor Preložnik – trobenta, tolkala, bobni, bas kitara, vokal
- Robert Ivačič – orglice
- Tomaž Mancini – violina
- Žiga Ravšelj – bobni
- Alen Bučar Baras ("B.B. Allen") – bobni, cajón, irski buzuki, kazoo, vokal
- Lan Artis – klaviature
- Matic Mlakar – klaviature
- Karmen Leskovar – klaviature, vokal
- Tadej Vasle ("Vaso") – kitara
- Marko Ježek – kitara, električna kitara
- Mike Drassler (ZDA) – kitara, električna kitara, mandolina, pedal steel kitara, violina
- Zeb South (ZDA) – vokal, kitara

## Diskografija
- One and Only (singel) 2016
- All That Matters In The End (singel) 2017
- Down The Line (singel) 2017
- So Long (singel) 2019